# Niizuki
Niizuki (japonsky 新月) byl pátý torpédoborec třídy Akizuki japonského císařského námořnictva za druhé světové války. Během své velmi krátké kariéry se zúčastnil v červenci 1943 tří misí proti postupujícím Američanům v Šalomounově souostroví. Představoval významnou posilu pro japonské námořní síly v oblasti, neboť byl jako jediný vybaven radarem.
Jeho první misí v Šalomounech byl protiútok proti americkému předmostí na Rendově v noci z 2. na 3. července 1943. Druhou misí byla účast na tokijském expresu v noci z 4. na 5. července, během které radar na Niizuki včas odhalil přítomnost amerických sil v Kulském zálivu a podle radaru zaměřená torpéda potopila torpédoborec USS Strong. V noci z 5. na 6. července 1943 byl při krytí druhého tokijského expresu s posilami pro Kolombangaru potopen americkými lehkými křižníky v bitvě v zálivu Kula. Spolu s ním šla ke dnu většina posádky a kontradmirál Teruo Akijama.

## Popis
Niizuki patřil k první sérii torpédoborců třídy Akizuki. Ta byla původně navržena jako třída protiletadlových doprovodných plavidel. Nakonec ale bylo rozhodnuto instalovat jeden čtyřhlavňový torpédomet typu 92 model 4 s celkovou zásobou osmi 610mm torpéd typu 93.
Hlavní hlavňovou výzbroj Niizuki – a hlavní identifikační znak třídy Akizuki – představovalo osm víceúčelových 100mm děl typu 98 s délkou hlavně 65 ráží ve čtyřech dvouhlavňových věžích. K jejich zaměřování sloužily dva 4,5metrové stereoskopické dálkoměry typu 94.
Fotografie Niizuki se pravděpodobně nedochovala. Proto lze jeho podobu po dokončení pouze odhadnout na základě vzhledu sesterských plavidel a znalostí o úpravách na nich provedených. To se týká zejména typu instalovaného radaru a počtu a rozmístění protiletadlových děl ráže 25 mm.

### Protiletadlová děla ráže 25 mm
V roce 1943 došlo u plavidel třídy Akizuki k navýšení 25mm hlavní o dva až tři trojhlavňové komplety. Niizuki nesl – obdobně jako všechny sesterské jednotky – dvě 25mm trojčata na vyvýšené platformě před torpédometem. Mezi nimi se na platformě nacházel 2,5metrový dálkoměr pro 25mm kanóny. Druhá dvě trojčata byla umístěna v „hnízdech“ pravděpodobně vedle komínu, obdobně jako na ostatních známých jednotkách podtřídy Akizuki. Druhé jejich možné umístění bylo v „hnízdech“ za torpédometem, ale toto řešení je známo až u podtřídy Šimocuki/Fujuzuki. 25mm trojčata vedle komínu nesly při dokončení již dvě předchozí jednotky: Suzucuki a Hacuzuki. K instalaci pátého trojhlavňového protiletadlového kompletu místo zadního dálkoměru typu 94 mezi zadním stožárem a třetí dělovou věží pravděpodobně nedošlo.

### Radar
Niizuki byl možná prvním torpédoborcem své třídy vybaveným radarem, který byl později instalován i na zbývajících jednotkách třídy Akizuki. Je však pravděpodobnější, že byl až třetím a prvenství patří předchozím dvěma jednotkám Suzucuki a Hacuzuki.
Instalován byl přehledový radar proti vzdušným i hladinovým cílům a to buďto metrový 21 Gó, nebo centimetrový 22 Gó. Radar 21 Gó měl otočnou anténu (buď modelu 6 o rozměrech 3,6 x 2 metry, nebo modelu 7 o rozměrech 3,6 x 3 metry) a byl instalován i na předchozích sesterských jednotkách Suzucuki a Hacuzuki. Radar 22 Gó používal anténu ve tvaru dvou trychtýřů a později na jednotkách třídy Akizuki nahradil radar 21 Gó. Někdy je uváděna instalace obou radarů současně. Oba radary se na ostatních jednotkách nacházely na plošině na předním stěžni, což instalaci obou typů zároveň vylučuje.
Přehledový radar 13 Gó pro sledování vzdušných cílů nebyl nainstalován.

## Stavba a cvičné plavby
Stavba torpédoborce s pořadovým číslem 108 byla schválena na základě plánu z roku 1939. Kýl byl položen v den útoku na Pearl Harbor 8. prosince 1941 loděnicí Micubiši v Nagasaki. Nová jednotka byla spuštěna na vodu 29. června 1942 a pojmenována Niizuki. Od položení kýlu po spuštění na vodu uplynulo pouhých 203 dní, což byl nejkratší čas dosažený u třídy Akizuki.
Prvním a jediným kapitánem se stal 31. března 1943 fregatní kapitán (中佐 čúsa) Kijoši Kaneda, který již od 20. února dohlížel na dokončovací práce v Nagasaki. Dne 1. dubna byl Niizuki zařazen do nově zformované 11. (výcvikové) eskadry torpédoborců (第十一水雷戦隊 Dai-džúiči Suirai Sentai) 1. loďstva (第一艦隊 Dai-iči Kantai) Spojeného loďstva. Od 12. dubna probíhaly cvičné plavby ve Vnitřním moři, které trvaly až do poloviny května. Cvičení často probíhalo spolu s opraveným a přestavěným těžkým křižníkem Mogami. Domovským přístavem mu v tomto období bylo Kure.

## Služba (1943)

Standarta kontradmirála japonského císařského námořnictva. Když se Niizuki stal vlajkovou lodí kontradmirála Akijamy, vyvěšovala se tato vlajka na předním stěžni

Ještě během cvičných plaveb 28. a 29. dubna 1943 Niizuki (spolu s torpédoborcem Hamakaze) eskortoval bitevní loď Hjúga z Kure do Saseba, kde se měla Hjúga podrobit přestavbě na hybridní bitevní–letadlovou loď. Během plavby přes Bungo suidó trojici doprovodily stíhače ponorek č. 35 a č. 36.
Během americké invaze na Attu v Aleutách se měl Niizuki spolu s Mogami zúčastnit plánovaného protiútoku. Proto se Niizuki 18. května 1943 vydal z Kure do Jokosuky. Japonská protiakce ale byla odvolána a Niizuki se zase vrátil do Kure.
Dne 31. května byl Niizuki přiřazen k 8. loďstvu (第八艦隊 Dai-hači Kantai), které mělo na starosti obranu jihovýchodní oblasti včetně Šalomounových ostrovů. Nejprve 8. června vyplul z Kure do Jokosuky, kde se připojil k dalším jednotkám mířícím na Truk. Spolu s nimi opustil Jokosuku 16. června a 21. června dorazil na Truk. Zde se na palubu Niizuki nalodila část 5. protiletecké jednotky (第五防空隊 Dai-go Bókútai). Spolu s těžkými křižníky Kumano, Suzuja a torpédoborci Ariake a Suzukaze vyplul Niizuki 23. června z Truku. Transport mířil k Rabaulu, kam dorazil 25. června. Po vyložení transportovaných vojáků se ostatní lodě vrátily zpět na Truk, pouze Niizuki zůstal v Rabaulu.
Zde se Niizuki – jakožto nejmodernější torpédoborec v oblasti a jediná jednotka vybavená radarem – stal vlajkovou lodí 3. eskadry torpédoborců (第三水雷戦隊 Dai-san Suirai Sentai) 8. loďstva. Svoji vlajku na něm vztyčil kontradmirál (少将 šóšó) Teruo Akijama.

### Ostřelování předmostí na Rendova a střetnutí sPT (1.–3.července)

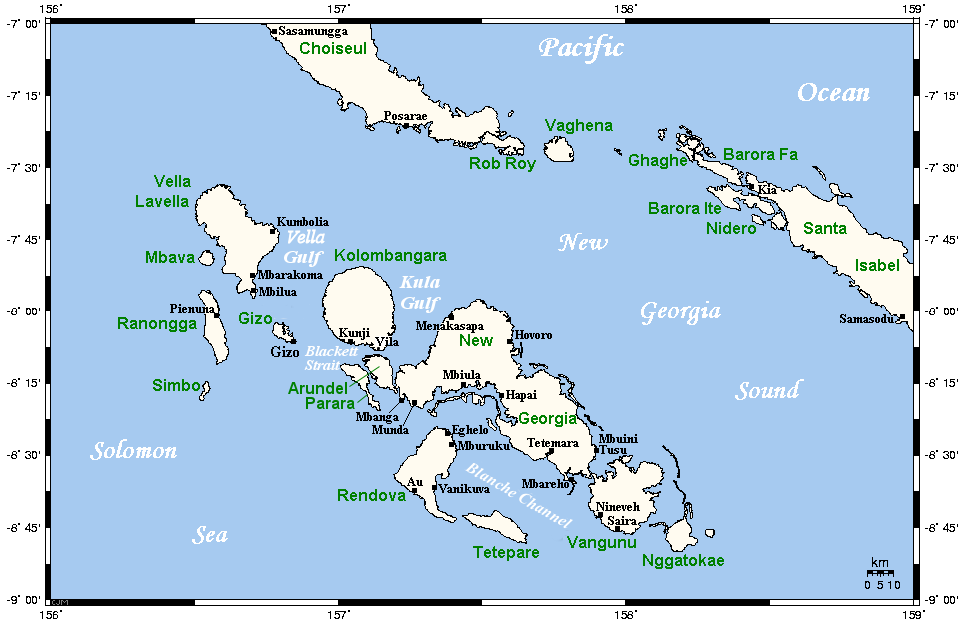
Mapa oblasti centrálních Šalomounů. Oblast kolem ostrovů New Georgia a Kolombangara se stala cílem všech tří misí torpédoborce Niizuki

Tou dobou Spojenci útočili na japonské pozice na New Georgii. Ráno 30. června 1943 se vylodili na ostrově Rendova. Následujícího dne vyplul Niizuki spolu s dalšími dvěma torpédoborci a lehkým křižníkem Júbari, aby napadl americké předmostí na Rendově. Na předsunuté základně Shortland se ke svazu přidalo dalších pět torpédoborců. Těsně po půlnoci z 2. na 3. července vpluly torpédoborce do průlivu mezi New Georgií a Rendovou. Ostřelování amerických pozic na pobřeží ale bylo neefektivní. Japonský útok se pokusily narušit tři americké torpédové čluny PT-156, PT-157 a PT-161. Do cesty se jim však postavil Niizuki a tři další torpédoborce a Američané byli nuceni ustoupit pod ochranou kouřové clony. Ačkoliv Japonci věřili, že se jim podařilo dva čluny potopit, ve skutečnosti všechny tři torpédové čluny vyvázly. Po tomto střetnutí se i japonské lodě vydaly zpět na Bougainville, kde zakotvily v Buin.

### První tokijský expres (4.–5. července)
Na noc z 4. na 5. července 1943 byl naplánován další Tokijský expres. Niizuki, spolu s torpédoborci Júnagi a Nagacuki měl přepravit první část ze 4000 vojáků 17. armády pro posádku v Munda. Niizuki a oba další torpédoborce vypluly večer 4. července z Buin a měly v plánu proniknout pod příkrovem noci přes záliv Kula do Vila na Kolombangaře. V oblasti se však tu noc pohyboval svaz TG 36.1 kontradmirála Ainswortha složený ze tří lehkých křižníků a devíti torpédoborců, které poskytovaly krytí sedmi dalším transportním torpédoborcům. Těsně po půlnoci zachytil radar na Niizuki přítomnost amerických plavidel. Japonci nechtěli riskovat střetnutí s několikanásobně silnějším nepřítelem a rozhodli se ustoupit, aniž by vyložili přepravované vojáky. Předtím však ještě v 0:15 vystřelili svá torpéda: Júnagi typ 6. roku a ostatní „dlouhá kopií“ typu 93. Niizuki a Júnagi vypustily po čtyřech torpédech a Nagacuki přidal dalších šest. Když v 0:40 zaznamenal poprvé SG radar na USS Ralph Talbot přítomnost Japonců, bylo již pozdě. Jedno torpédo – vystřelené ze vzdálenosti 11 mil (17,7 km) a zaměřené podle radarového kontaktu hlášeného Niizukim – zasáhlo v 0:49 USS Strong doprostřed pravoboku a torpédoborec se o půl hodiny později potopil. Ainsworth odmítl uvěřit, že by Japonci byli schopní zaútočit z takové vzdálenosti, ignoroval hlášení o radarovém kontaktu z Ralph Talbot a ztrátu torpédoborce přisuzoval torpédu z ponorky.

### Druhý tokijský expres (5.–6. července)

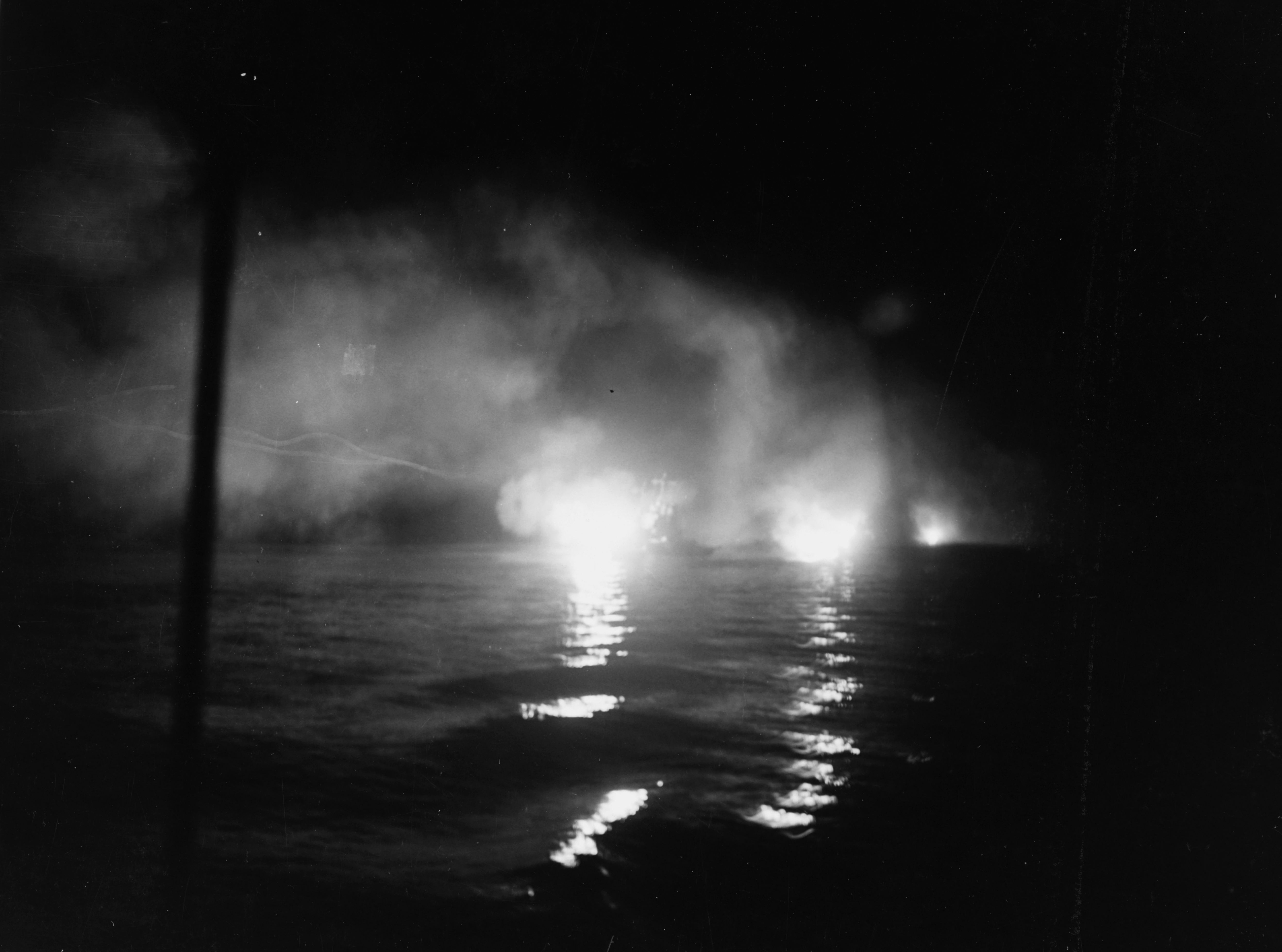
Záblesky doprovázející první salvy amerických lehkých křižníků USS Helena (uprostřed) a USS St. Louis během bitvy v zálivu Kula

Niizuki, Júnagi a Nagacuki se vrátily do Buin časně ráno 5. července 1943. Dalšího tokijského expresu, naplánovaného na nadcházející noc, se mělo zúčastnit více jednotek. Krytím dvou transportních uskupení o celkem sedmi torpédoborcích byl pověřen krycí svaz tvořený torpédoborci Niizuki, Suzukaze a Tanikaze. Tokijský expres vyplul za soumraku 5. července, ale pobřežní pozorovatelé o něm informovali Spojence. Zastavením tokijského expresu byla pověřena opět Ainsworthova TG 36.1 a událost vešla do dějin jako bitva v zálivu Kula.
Japonský svaz obeplul Kolombangaru z jihu a zatímco první transportní skupina byla odeslána k vylodění vojáků ve Vila, druhá skupina a krycí svaz zamířily na sever do zálivu Kula, mezi Kolombangaru a New Georgií. V 1:06 6. července zaznamenal radar na Niizuki blížící se TG 36.1, která japonský krycí svaz zaznamenala až v 1:36. V 1:43 vyslal kontradmirál Akijama z paluby Niizuki k vykládce i druhou transportní skupinu – prioritou byla doprava posil, ne vyhledávání střetu s nepřítelem. Krycí skupina s Niizuki v čele pokračovala v plavbě na sever Kulským zálivem. Akijama měl v úmyslu provést noční torpédový útok a pak se stáhnout, neboť použitím děl by prozradil svoji pozici. Tato taktika mohla fungovat, kdyby Američané neměli také radar…
Na americké straně se 45 děl ráže 152 mm na lehkých křižnících USS Honolulu, USS Helena a USS St. Louis zaměřilo podle údajů radarů na vedoucí japonský torpédoborec – na Niizuki. V 1:57 vypustily japonské torpédoborce svá torpéda. Chronologie událostí podle A Battle History of the Imperial Japanese Navy (1941–1945) naznačuje, že je vypustil i Niizuki, ale ostatní prameny se shodují, že Niizuki již svá torpéda vypustit nestihl. V ten samý okamžik zahájily křižníky TG 36.1 palbu ze vzdálenosti necelých 6800 yardů (6217,9 metrů). Niizuki byl několikrát zasažen hned první salvou. Jeho kormidlo bylo zablokováno, loď opustila linii a velice rychle se začala potápět. Akijama ještě stihl ve 2:00 povolat na pomoc transportní skupinu, ale pro Niizuki již byla veškerá pomoc marná. Během několika minut se Niizuki potopil na pozici 7°57′ j. š., 157°12′ v. d. V rozpoutané bitvě nebylo možné starat se o záchranu trosečníků. Amagiri se o to pokusil, ale musel trosečníky ponechat jejich osudu kvůli přestřelce s USS Nicholas. Většina mužů z 300členné posádky zahynula. Pouze pár přeživších později zajali Američané. Mezi padlými byli i kapitán Niizuki Kaneda a kontradmirál Akijama.
Dne 10. září 1943 byl Niizuki vyškrtnut ze seznamu lodí japonského císařského námořnictva.

## Vrak
V lednu 2019 byl vrak Niizuki objeven výzkumnou lodí R/V Petrel v hloubce 745 metrů. Vrak se nachází ve vzpřímené poloze. Ačkoliv je vrak těžce poškozen, stožár za můstkem je celý a stále na svém místě (stejně jako 100mm kanóny a torpédomet). Anténa radaru na radarové plošině chybí, ale držák antény odpovídá typu 21 Gó.